# No Ordinary Hero: The SuperDeafy Movie
No Ordinary Hero: The SuperDeafy Movie es una película de comedia dramática estadounidense de 2013 dirigida por Troy Kotsur y producida por Douglas Matejka y Hilari Scarl, con música de H. Scott Salinas. La película está protagonizada por John Maucere como Tony Kane/SuperDeafy y Zane Hencker como Jacob Lang. La película cuenta la historia de un actor sordo que interpreta a un superhéroe en un programa de televisión infantil y quiere ayudar a un niño sordo que sufre acoso escolar. La película tiene subtítulos abiertos en inglés.

## Trasfondo
La profesora de la Universidad de Gallaudet, Sharon Pajka, dice:
SuperDeafy es la estrella de un popular programa de televisión infantil que viste de azul con una capa amarilla brillante y calzoncillos verdes. Su cabello es una peluca de copete gigante con dos piezas distintas que sobresalen en ambos lados en broma "para mantener el equilibrio". El emblema en la parte delantera de su pecho es el nombre de SuperDeafy, una doble mano cruzada "Te amo". Es tonto y animado; el programa se enfoca en enseñar ASL (lenguaje de señas americano) junto con una buena dosis de charadas que los niños, sordos y oyentes, adoran.
El comediante sordo, actor y defensor de ASL John Maucere ha estado interpretando el personaje de SuperDeafy en la comunidad sorda de todo el mundo desde 2004, y quizás desde 1998. Maucere se ha vuelto así muy conocido en la comunidad sorda a nivel internacional.
Troy Kotsur dirigió varios episodios web del programa SuperDeafy antes de No Ordinary Hero: The SuperDeafy Movie.

## Argumento
Jacob Lang, de ocho años, está teniendo dificultades en la escuela, donde está en una clase de niños oyentes (Jacob es sordo). A pesar de que está tratando de aprender a leer los labios, tiene dificultad para entender y ser entendido. Él sabe ASL pero sus compañeros de clase no. Anhela encajar y ser aceptado como un niño promedio, pero eso no está sucediendo. El maestro de Jacob recomienda que lo pongan en una clase de niños sordos para ayudarlo con su desarrollo social y sus habilidades de comunicación. La madre de Jacob está de acuerdo, pero su padre insiste en que Jacob será más "normal" al quedarse con niños oyentes y volverse más hábil en la lectura de labios. Jacob se siente impotente y deprimido.
Jacob encuentra un escape de sus problemas en un programa de televisión llamado SuperDeafy que es especialmente para niños sordos. SuperDeafy trata sobre un superhéroe sordo que se mete en situaciones cómicas con un oficial de policía. Jacob se identifica con SuperDeafy porque él también es sordo; fantasea con ser un superhéroe y superar sus problemas a través de superpoderes imaginarios.
Tony Kane interpreta a SuperDeafy en el programa de televisión y es sordo en la vida real. Tony, al igual que Jacob, está teniendo problemas debido al egocentrismo y la falta de empatía de los demás. La maestra de Jacob, Jenny, está saliendo con Derek (Oficial Norm), el personaje secundario de Tony en SuperDeafy. Ella les pide a Derek y Tony que vengan a la escuela y hablen con la escuela para el Día de la Diversidad.
Tony y Derek van a la escuela para el evento, sin embargo, Derek eclipsa a Tony burlándose de Tony por ser sordo frente a toda la escuela. Esto da una mala imagen de las personas sordas, lo que lleva a la gente a creer que las personas sordas son una broma y una tonta. Después, Jenny se enfrenta a Derek en el estacionamiento de la escuela y le dice lo inapropiado que fue su comportamiento. Tony se encuentra con Jenny en el estacionamiento y descubre que sabe ASL. También es evidente que Tony se enamora de ella. Esa noche, Tony deja de ser SuperDeafy.
Jenny y Tony se enamoran y él continúa con su vida sin SuperDeafy. Jenny le pide a Tony que hable con su clase ya que ve que Jacob está pasando por un momento difícil. Lo hace y habla con los niños sobre lo que significa ser "normal". Tony explica que ser normal simplemente significa ser uno mismo, único y auténtico.
Jenny y otros tienen una reunión con los padres de Jacob y discuten su recomendación de mover a Jacob a la clase de niños sordos. El papá de Jacob todavía se resiste a esta idea, pero durante las siguientes semanas lo considera más y cambia de opinión (y también decide aprender ASL).

## Reparto
- John Maucere como Tony Kane/SuperDeafy
- Zane Hencker como Jacob Lang (el niño sordo)
- Michelle Nunes como Jenny (maestra de Jacob)
- James Leo Ryan como Patrick Lang (padre de Jacob)
- Colleen Foy como Emily Lang (la madre de Jacob)
- Peter A. Hulne como Derek/Oficial Norm (como Peter Hulne)
- Marlee Matlin como ella misma
- Sherry Hicks como intérprete de Marlee
- Garren Stitt como Sammy el matón
- Barbara Eve Harris como Directora Gwen
- Emjay Anthony como Decano
- Daniela Maucere como Susie
- James Foster como Steve
- Daniele Gaither como recepcionista de casting
- Shoshannah Stern como ella misma
- Ashley Fiolek como ella misma
- Deanne Bray como defensora del IEP (Programa de educación individualizado)
- Kim Poirier como Erica
- Robert DeMayo como voluntario de rally
- Ryan Lane como él mismo
- Bernard Bragg como Él mismo
- Troy Kotsur como Matt
- Hilari Scarl como Directora

## Producción
No Ordinary Hero es la primera película en la historia de los largometrajes comerciales de SAG (Screen Actors Guild) dirigida por un director sordo y con producción ejecutiva exclusivamente de productores ejecutivos sordos.
La película fue filmada en locaciones de Los Ángeles y Burbank, California.
La película está clasificada PG por elementos temáticos leves.

## Lanzamiento
El estreno mundial de No Ordinary Hero tuvo lugar el 19 de octubre de 2013 en el Heartland Film Festival en Indianápolis, Indiana.
La película fue lanzada en DVD por KimStim, Inc. el 18 de agosto de 2015.

## Recepción
Colleen Foy, quien interpretó a la madre de Jacob en la película, dijo esto en una entrevista:
La familia de Jacob fue claramente una parte muy importante de la película, porque tenemos dos historias al mismo tiempo. Tenemos una familia y una descripción de sus vidas, y luego SuperDeafy y su vida. Y ese momento cuando ambos caminos se cruzan, es cuando ocurre la magia. La historia familiar realmente establece una hermosa realidad que experimentan las personas sordas. De verdad, estoy muy orgulloso de esta película. Fue simplemente una película increíble y es importante para el mundo del cine mostrar al público y permitir que las personas sordas vean representaciones de básicamente su propia historia en una película. Y darse cuenta de que no están solos en el mundo, por lo que es importante por esa razón, y necesitamos más personajes que muestren diversidad para que más personas puedan ver esto por sí mismos e inspirarse y ver. que de hecho son normales y no están solos.
El crítico de películas Richard Propes dice que No Ordinary Hero es "una visita obligada para los padres que desean que sus hijos crezcan celebrando las diferencias que existen entre nosotros".
El crítico Amos Lassen dice que la película "busca inspirar, pero lo hace de una manera realista, ya que muchas de las risas que involucran a Kane se centran en los muchos desafíos que enfrenta al vivir su vida diaria en un mundo que no siempre comprende a quienes lo hacen". parecen ser 'diferentes'".

## Reconocimientos
- Premio Shepard a la realización cinematográfica innovadora, 2014, Festival Internacional de Cine de Roma (EE. UU.)[16]
- Mejor Película, 2014 Dov Film Festival (Estocolmo, Suecia)[17]
- Mejor película, Festival Internacional de Cine del Valle de Temecula 2014[18]
- El sello "Aprobado por la familia" de Dove para personas de todas las edades[19]